# Willy Lucas
Pour les articles homonymes, voir Lucas.

Willy Lucas (né le 20 février 1884 à Bad Driburg, mort le 18 avril 1918 à Garmisch) est un peintre prussien.

## Biographie
Ses aïeuls ont travaillé comme vitrailliste et tailleur de pierre sur la cathédrale de Cologne ; son père est architecte. Il passe son enfance à Paderborn et va à l'école de construction de Holzminden. En novembre 1904, il commence ses études à l'Académie des beaux-arts de Düsseldorf qu'il arrête en 1906 pour se consacrer à son œuvre.
Lucas voyage à travers l'Europe. Il vend ses tableaux en France, en Hollande, en Italie et en Suède. Au début de la Première Guerre mondiale, il doit quitter la France et revient à Düsseldorf. En 1914, il fait un voyage au nord de l'Italie d'Adria à la Riviera.
Au printemps 1918, Lucas meurt de la tuberculose à Garmisch.

## Œuvre
L'œuvre de Willy Lucas comprend 600 tableaux. Il s'agit essentiellement de paysages naturels et urbains. La plus grande collection est celle du musée des beaux-arts de Paderborn, avec une cinquantaine de tableaux et de dessins.

## Source de la traduction
- (de) Cet article est partiellement ou en totalité issu de l’article de Wikipédia en allemand intitulé « Willy Lucas » (voir la liste des auteurs).